# توکای چشم‌سفید
توکای چشم‌سفید (نام علمی: Turdus jamaicensis) گونه‌ای از پرندگان خانواده توکایان است که در جامائیکا یافت می‌شود. زیستگاه‌های طبیعی آن جنگل‌های جلگه‌ای نمناک نیمه‌گرمسیری یا گرمسیری، جنگل‌های کوهستانی نمناک نیمه‌گرمسیری یا گرمسیری و جنگل‌های پیشین به شدت دگرگون شده‌است.